# Jakob Gujer

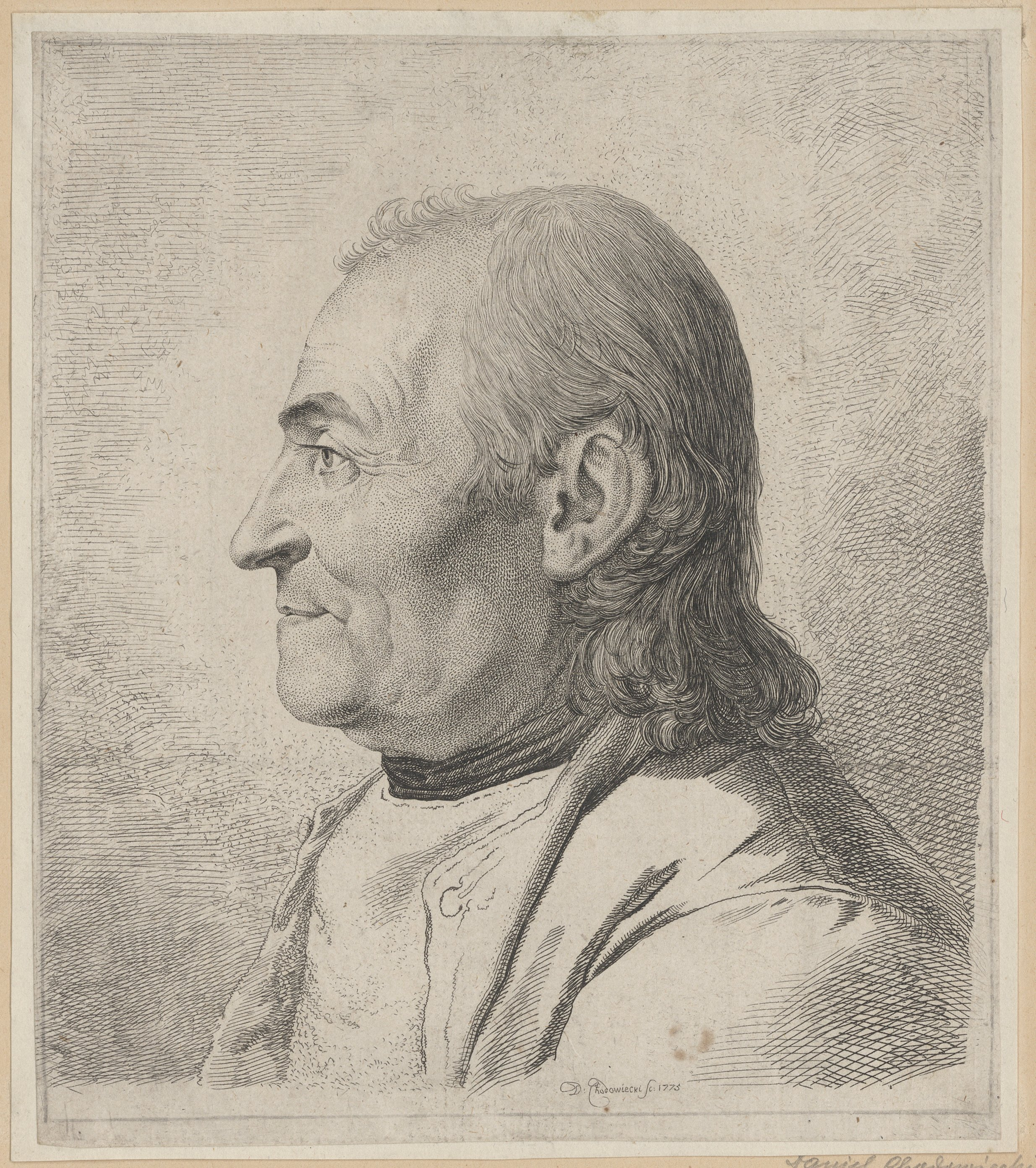
Jakob Kleinjogg Gujer, 1775

Jakob Gujer nota anche come Jacob Gujer e detto Kleinjogg (Wermatswil, 1718 – Rümlang, 29 settembre 1785) è stato un agricoltore e riformatore agricolo svizzero.

## Biografia
Jakob Gujer proveniva da una famiglia numerosa di contadini. Aveva un totale di sette fratelli, alcuni dei quali morirono da piccoli. Suo padre morì quando Jakob aveva sei anni. Gujer si distinse per i suoi metodi di coltivazione intelligenti e innovativi. Nel 1761, il medico Hans (Johann) Caspar Hirzel pubblicò il famoso libro Die Wirthschaft einer philosophischen Bauer, facendolo così conoscere ben oltre i confini della confederazione.
Nel 1769 la città di Zurigo gli affidò la gestione del feudo abbandonato di Katzenrüti a Rümlang ed egli creò una fattoria modello. In particolare, sostenne una razionalizzazione del lavoro agricolo e la connessa intensificazione della produzione. Raggiunse questo obiettivo attraverso una migliore fertilizzazione aggiungendo cenere di torba e compost al letame agricolo. Migliorò anche le colture foraggere. Coltivava il trifoglio, che poteva essere usato per nutrire più mucche, lasciando più letame e letame liquido per la fertilizzazione. Gujer riconobbe anche l'importanza della patata come alimento popolare. La rotazione delle colture e il drenaggio furono altri temi affrontati dall'agricoltore innovativo.
Jakob Gujer è considerato un pioniere dell'agricoltura moderna. Attraverso i colloqui contadini, che avviò tra cittadini e contadini, entrò in contatto con numerose personalità famose. Johann Wolfgang von Goethe gli rese visita due volte, la prima nel 1775 e la seconda nel 1779 insieme al duca Carlo Augusto di Sassonia-Weimar-Eisenach. Oltre che dll'agricoltura, Gujer si occupò anche dell'educazione dei bambini e della creazione della casa. Heinrich Pestalozzi, ad esempio, si riferiva spesso a Gujer.
Jakob Gujer sposò per la prima volta Susanna Gujer di Pfäffikon. Insieme ebbero otto figli, tre dei quali morirono in tenera età. Nel 1775 sposò Anna Frey-Bader, vedova di Rümlang, dopo la morte della prima moglie. Anna Frey-Bader portò con sé tre figli ed ebbe altri due maschi con Jakob Gujer. Morì il 29 settembre 1785. La ragione della sua morte fu probabilmente l'idropisia. Una targa commemorativa all'Hof Katzenrüti ricorda il pioniere svizzero dell'agricoltura moderna. A Wermatswil si trova la piccola fontana creata dall'artista Walter Anton Hürlimann nel 1941. La scultura in bronzo mostra Gujer nel gesto di seminare.

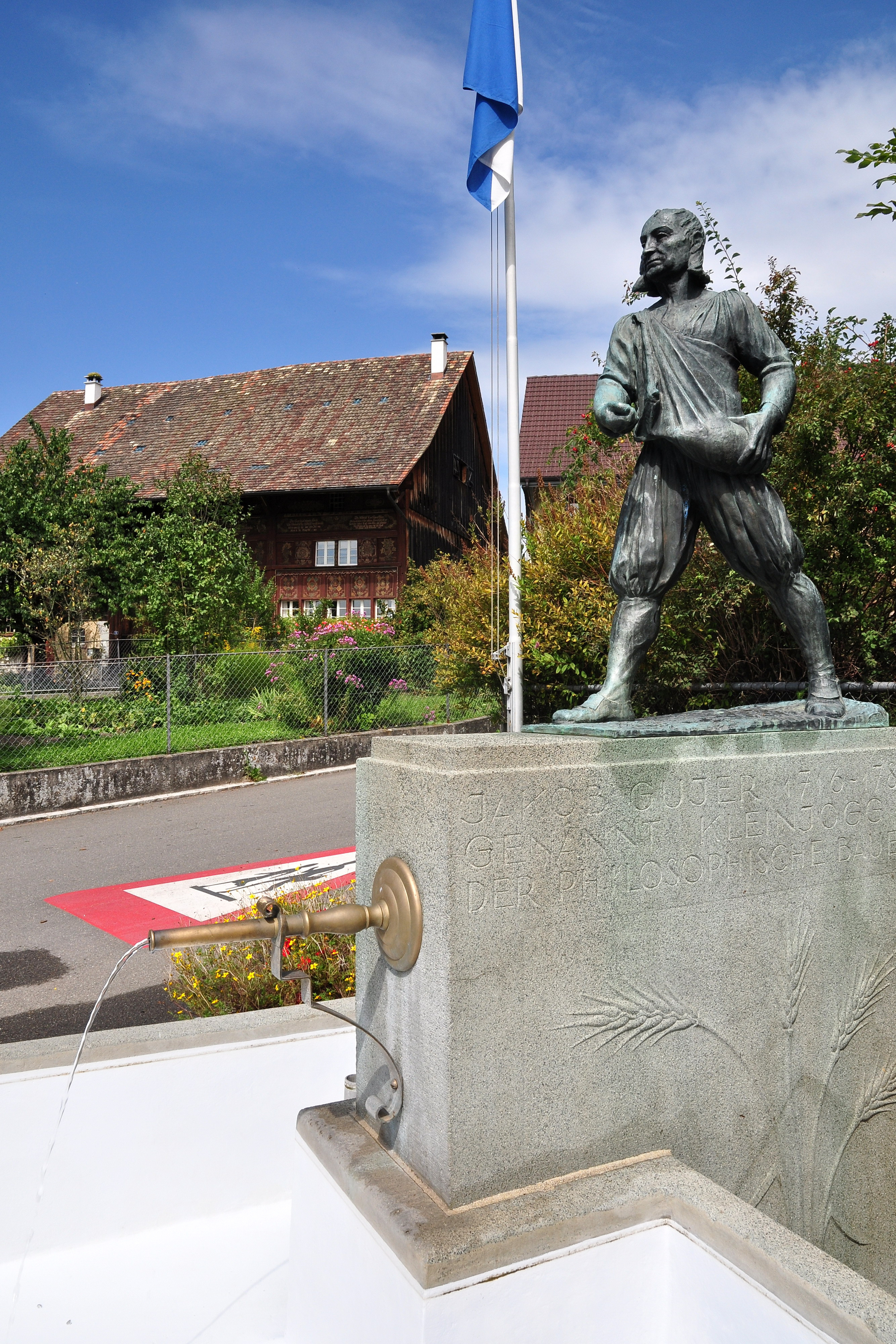
Fontana Jakob Gujer a Wermatswil
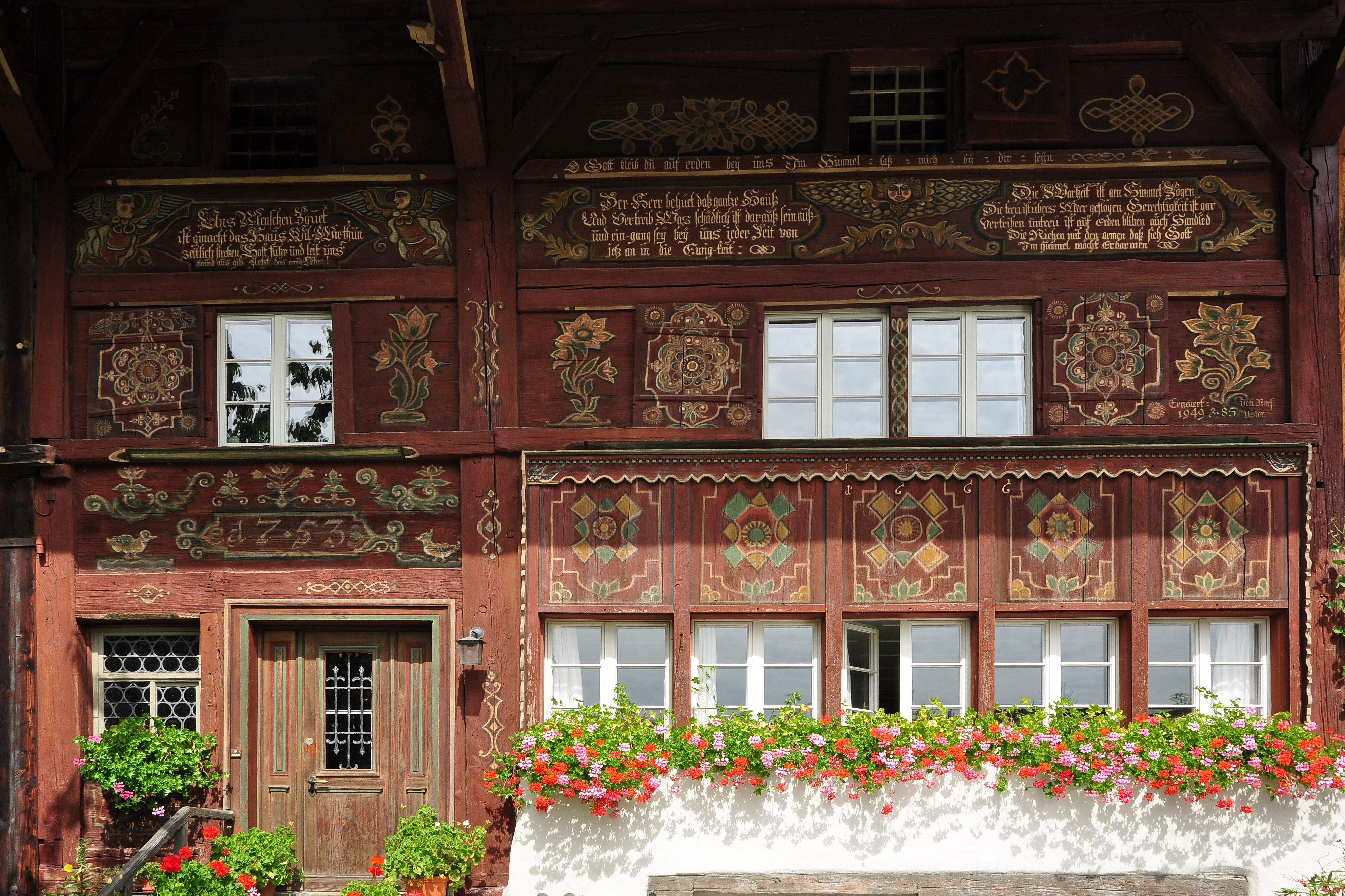
Luogo di nascita di Gujer, Hintergasse, 3
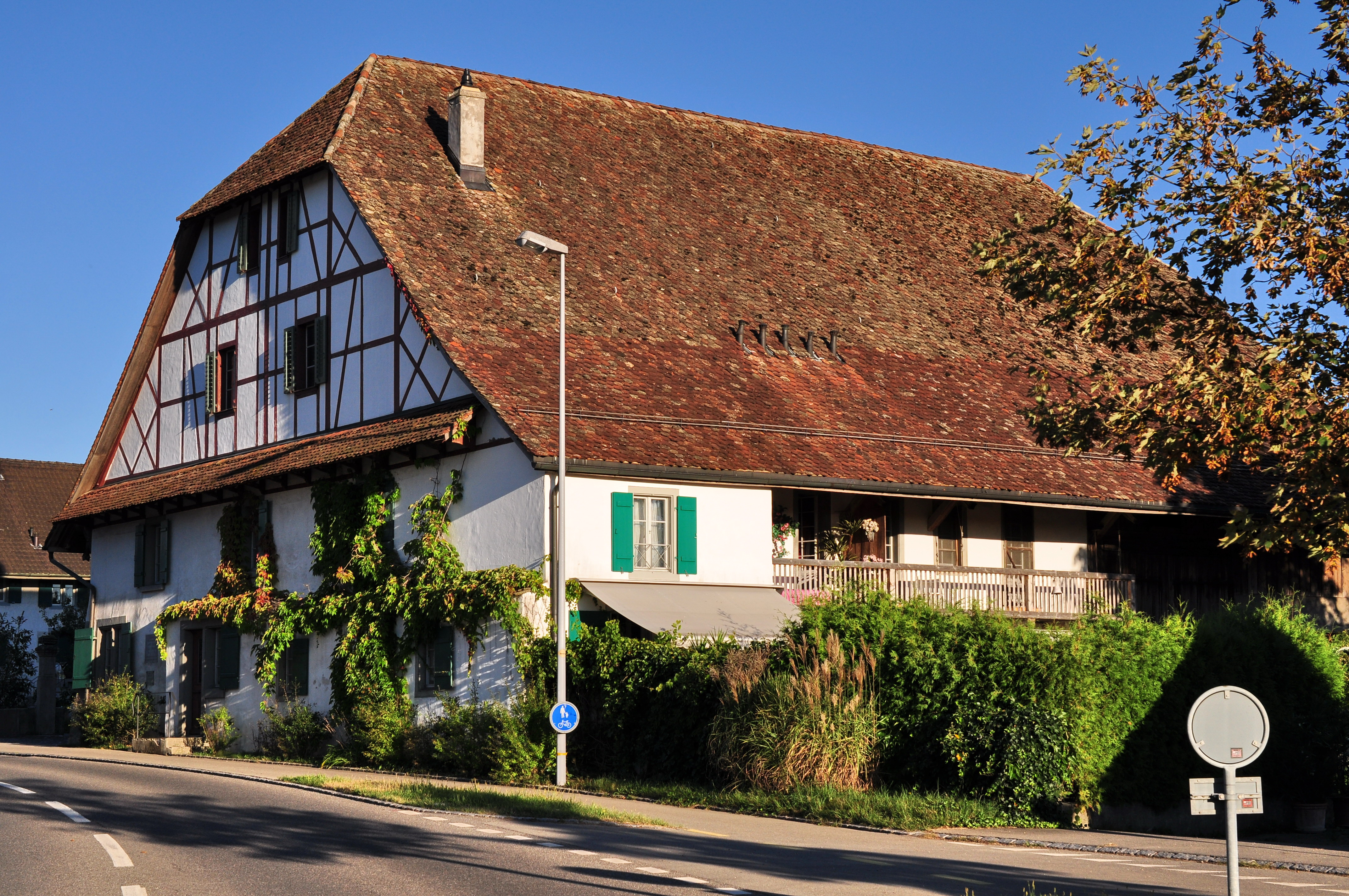
Kleinjogghof a Katzenrüti (Rümlang)

## Citazioni su Kleinjogg
Jakob Gujer fece una tale impressione sui suoi contemporanei che è citato più volte nelle loro opere.
Jean-Jacques Rousseau: "Ho ricevuto una lettera da Leon Usteri che non mi stancherò mai di leggere, e che parla di un contadino che è più saggio, più virtuoso e più assennato di tutti i filosofi dell'universo. Mi dispiace che non abbia menzionato il nome di quest'uomo straordinario. (24 dicembre 1761)
Jean-Jacques Rousseau: "Felice è la terra dove i "Kleinjogg" coltivano i campi e gli "Hirzel" coltivano le scienze. (11 novembre 1764)
Johann Wolfgang von Goethe: "Vengo da "Kleinjogg", dove ero con  Lavater, gli Stolberg, Haugwitz e altri bravi ragazzi. (...) Ci sono andato senza idee sul suo conto, e sono tornato ricco e soddisfatto.
Johann Wolfgang von Goethe: "Non ho incontrato un idealista caduto dalle nuvole, Dio sia lodato, ma una delle creature più gloriose che questa terra produce, da cui anche noi siamo scaturiti (Lettera del 12 giugno 1775 a Sophie von La Roche)
Hans Caspar Hirzel (politico): "Con lui, pensare, parlare e agire sono sempre la più grande armonia. Quando ha scoperto i suoi pensieri sui doveri di ogni classe (...) ero spesso completamente fuori di me. Lo ascoltavo con stupore, le lacrime mi rigavano le guance, e pensavo di essere in compagnia di un antico saggio greco".
Hans Caspar Hirzel: "Fa intendere che una persona, finché non lavora e non crea alcun beneficio alla società, deve essere considerata un animale..".
Johann Kaspar Lavater: "Poche persone ho esaminato così da vicino, da così tante angolazioni, in situazioni così diverse e nessuna, nessuna assolutamente è così simile, così ferma, così affidabile, così forte, così pura, così incorruttibile, così autosufficiente, così semplicemente, solo quello che vuole essere, ho trovato unico quest'uomo incomparabile ai miei occhi".